# 新名稱
在生物命名法規中，新名稱，又稱替代名稱，或新替代名稱（new replacement name）、替换名稱（substitute name）、新替换名稱（new substitute name），是指因為技術性或命名上的原因，使得原有名稱無法繼續使用（例如發現該名稱與已有的舊名稱構成異物同名〔homonym〕），因此另立的一個新學名。這個術語通常會縮寫為 nomen nov. 或 nom. nov.。
「新名稱」這一概念不適用於因分類學上的理由（例如科學見解改變）而變更名稱的情況。

## 動物學
在動物命名法中，建立一個新的替代名稱是一項「命名舉動」（nomenclatural act），且必須明確提出，用以取代一個已經確立並可用的原有名稱。
通常情況下，原有的舊名稱無法繼續使用，是因為早期已有另一種動物使用了完全相同的名稱。例如，林德霍姆（Lindholm）在1913年發現，布爾吉尼亞（Bourguignat）於1877年為一種歐洲淡水蝸牛第聂伯河盤螺屬建立的屬名 「Jelskia」不能再使用，因為塔查諾斯基（Taczanowski）早在1871年就為蠅虎科下的一屬蜘蛛提出了相同的屬名（該名現為Lyssomanes Hentz, 1845的異名）（此為原同名案例）。因此，林德霍姆提議以「Borysthenia」作為新替代名稱。由於兩者具有相同的模式種，Borysthenia是Jelskia Bourguignat, 1877 的客觀同物異名，今日即使用「Borysthenia Lindholm, 1914」為該第聂伯河盤螺屬屬名。
在種的層級上，也常常需要使用新替代名稱。此類名稱的提案已有百年以上歷史。例如，布爾吉尼亞在1859年發現，莫爾蒂耶（Mortillet）於1851年為一種義大利蝸牛命名為「Bulimus cinereus」，但此名稱早在1848年就已被里夫（Reeve）用於一種完全不同的玻利維亞蝸牛。由於命名優先權早已為人所知，布爾吉尼亞便提出新替代名稱 「Bulimus psarolenus」，並附上說明解釋為何有此必要。該義大利蝸牛至今仍使用這個名稱，即「Solatopupa psarolena (Bourguignat, 1859)」。
然而，提出新替代名稱必須遵守一些規定，其中部分規定並不廣為人知。
並非所有作者在為已具名稱的物種另起新名時，都算是建立了新替代名稱。舉例來說，一位作者若寫道：「綠色翅膀的昆蟲應被命名為 X，即另一位作者稱作 Y 的那一種」，那麼他所建立的是一般的新名稱，而非新替代名稱。
《國際動物命名規約》（ICZN）規定，提出新替代名稱時，作者必須明確陳述其替代原名的意圖，也就是說必須具體說明更名的動作。雖然不必一定使用「nomen novum」這個詞，但必須有清楚表達更名行為的陳述。不能只靠「大家都知道作者為何用了這個新名稱」這樣的間接證據。許多動物學家不了解這點，因此不少名稱被錯誤地認為是新替代名稱（其中有些甚至未附說明或描述，這根本違反命名規則）。
提出新替代名稱的作者必須明確指出被替代的是哪一個名稱。不能同時列出三個可用的異名說要一併替換。通常作者也會說明為何需要更名。
有時候會讀到像這樣的敘述：「該物種不能繼續使用原來的名稱P. brasiliensis，因為它並不分布在巴西，所以我提議新名稱P. angolana。」即便這種理由不符合命名規約中更名的正當性標準，但由於作者提供了明確的替代說明，因此P. angolana成為一個「適用名稱」（available name），並成為P. brasiliensis的客觀異名。
只有在原名無法使用的情況下，才能使用新替代名稱，例如前述蝸牛與蜘蛛或義大利與玻利維亞蝸牛的案例。如果安哥拉的動物其實最早被命名為brasiliensis，那麼它仍應保留這個原名，因為這是優先名稱。
新替代名稱的出現並不常見，但也並非極為罕見。目前在動物學中使用的名稱中，約有1% 可能是新替代名稱。儘管沒有涵蓋所有動物類群的精確統計，根據歐洲非海洋軟體動物的資料（共計2200個物種名與350個屬名），其中有0.7% 的種名與3.4% 的屬名是正確建立的新替代名稱，另有0.7% 的種名與1.7% 的屬名則被某些作者錯誤地認為是新替代名稱。

## 藻類、真菌與植物
對於受《國際藻類、真菌和植物命名法典》（ICN）所規範的分類群，「新名稱」（nomen novum）或「替代名稱」（replacement name）指的是「一個作為先前已發表名稱（合法或不合法）之替代所發表的名稱。這個被替代異名在合法的情況下，不能提供替代名稱的結尾詞（epithet）、名稱或語幹」。對於種級名稱而言，當某一特定的種加詞在新屬中無法使用時，便可能需要替代名稱。以下是幾個例子：
林奈在1753年將迷迭香命名為Rosmarinus officinalis。但它現在被視為鼠尾草屬（Salvia） 下的眾多物種之一。由於林奈早已將Salvia officinalis用於另一種植物（藥用鼠尾草），這會成為「後同名」（secondary homonym），因此無法再使用這個名稱。弗里多林·斯賓納（Fridolin Spenner）於1835年在鼠尾草屬中發表了可接受的替代名稱。這個替代名稱是Salvia rosmarinus Spenn.；被替代異名為Rosmarinus officinalis L. 。被替代異名的作者（L.）不會包含在替代名稱的引用中。
林奈於1753年發表了春蓼的學名Polygonum persicaria。1821年，薩繆爾·格雷（Samuel Gray）將該物種轉移到春蓼屬（Persicaria）中，但不能使用Persicaria persicaria，因為ICN不允許重名（tautonym）。因此，他發表了替代名稱Persicaria maculosa。該名稱著錄為Persicaria maculosa Gray；被替代異名稱為Polygonum persicaria L. 同樣地，被替代名稱的作者不包含在替代名稱的著錄中。
真菌亞洲小皮傘學名Marasmius distantifolius由 Y.S. Tan 和 Desjardin 於2009年發表。但後來發現這個組合早在1915年由威廉·穆里爾（William Murrill）用於另一物種疏褶微皮傘（現名Marasmiellus distantifolius，以前者為基名），因此 Tan 和 Desjardin 的命名是非法的晚出同名（later homonym）。因此，Mešić 與 Tkalčec 在2010年發表了替代名稱Marasmius asiaticus。該替代名稱著錄為Marasmius asiaticus Mešić & Tkalčec；被替代異名稱為Marasmius distantifolius Y.S. Tan & Desjardin。在這個例子中，被替代名稱是非法名稱（nomen illegitimum; nom. illeg.）。
植物新喀里多尼亞石松（現名Lycopodium deuterodensum Herter, 1949）的最早名稱Lycopodium densum 由拉比拉迪埃（Jacques Labillardière）於1807年發表，但這一組合早在1779年就被拉馬克（Jean-Baptiste Lamarck）用於另一物種小杉蘭（現學名為Huperzia selago），因此拉比拉迪埃的名稱是非法的。羅斯馬勒（Werner Rothmaler）在1944年將此物種轉移至另一屬Lepidotis（現為石松屬Lycopodium異名）時，知道這一點，便明確發表了Lepidotis densa作為新名稱（nom. nov.，「新名稱」）。該替代名稱著錄為Lepidotis densa Rothm.；被替代的異名稱為Lycopodium densum Labill.。 儘管Lepidotis屬的種加詞看似相同，但它實際上是新名稱。因此，當約瑟夫·霍盧布（Josef Holub）於1983年將該物種轉移至新建立的屬Pseudolycopodium（現為石松屬異名）時，其名稱應著錄為Pseudolycopodium densum (Rothm.) Holub.，其中基名（basionym）為替代名稱Lepidotis densa Rothm.，而不是非法的被替代名稱Lycopodium densum Labill.。無論如何，由於新喀里多尼亞石松再次被歸類於石松屬，羅斯馬勒的命名也會成為拉馬克最初名稱的後同名而不能再被使用。